# 西奥玛拉·马佩帕
西奥玛拉·马佩帕（英語：Siomala Mapepa；2002年6月4日—），赞比亚女子足球运动员，司职前锋，目前效力于加拉塔萨雷足球俱乐部和赞比亚国家女子足球队。她曾代表赞比亚参加2022年非洲女子国家杯和2023年国际足联女子世界杯等多场国际赛事。